# حمیدرضا سیاسی
حمیدرضا سیاسی مدیر عامل و رئیس هیئت‌مدیره باشگاه پرسپولیس تهران بود. زمانی که وی رئیس هیئت مدیره باشگاه پرسپولیس بود، علی دایی از سرمربیگری این تیم برکنار شد.
وی پس از مدیرعاملی در باشگاه پرسپولیس پس از برخی شکایت‌ها در ۱۵ آذر ۱۳۹۳ بازداشت و در تاریخ ۲۳ فروردین ۱۳۹۴ با قید وثیقه آزاد شد.